# Siniša Branković
Siniša Branković (serbisch-kyrillisch Синиша Бранковић; * 30. Januar 1979) ist ein ehemaliger serbischer Fußballspieler.

## Karriere
Branković spielte bis 2003 in seiner Heimat beim FK Zemun. Zur Saison 2003/04 wechselte er in die Ukraine zu Tschornomorez Odessa. In zwei Jahren am Schwarzen Meer kam er zu 35 Einsätzen in der Wyschtscha Liha, in denen er ein Tor erzielte. Zur Saison 2005/06 wechselte er nach Aserbaidschan zum MKT Araz İmişli.
Zur Saison 2006/07 schloss er sich dem österreichischen Zweitligisten Kapfenberger SV an. Für die Steirer absolvierte er in jener Saison 22 Partien in der zweiten Liga. Zur Saison 2007/08 kehrte er wieder nach Serbien zurück und schloss sich dem FK Banat Zrenjanin an. In einem halben Jahr bei Banat kam er zu 14 Einsätzen in der SuperLiga. Im Januar 2008 wechselte Branković nach Kasachstan zum FK Qairat Almaty. Zur Saison 2009 schloss er sich dem Ligakonkurrenten Schetissu Taldyqorghan an. Nach der Saison 2009 verließ er Schetissu und beendete daraufhin seine Karriere als Aktiver.